# Høgsenga
Høgsenga är en kulle i Antarktis. Den ligger i Östantarktis. Norge gör anspråk på området. Toppen på Høgsenga är 2 397 meter över havet, eller 18 meter över den omgivande terrängen. Bredden vid basen är 0,42 km.
Terrängen runt Høgsenga är varierad. Trakten är obefolkad. Det finns inga samhällen i närheten.